# Moon Dae-sung
Moon Dae-sung (* 3. September 1976 in Incheon) ist ein südkoreanischer Taekwondoin und Politiker.

## Sport
Mon Dae-Sung wurde 1999 Taekwondo-Weltmeister und im Jahr 200 Asienmeister, jeweils in der Gewichtsklasse über 84 kg. Bei den Olympischen Sommerspielen 2004 in Athen gewann er die Goldmedaille in der Klasse über 80 kg und besiegte dabei im Finale den Griechen Alexandros Nikolaidis.
Von August 2008–2016 war Moon Dae-sung Mitglied der Athletenkommission des Internationalen Olympischen Komitees (IOC).

## Politik
Bei der Parlamentswahl 2012 wurde er als Mitglied der Saenuri-Partei in das südkoreanische Parlament gewählt. In der folgenden Woche geriet er wegen Plagiaten in seiner Doktorarbeit von 2007 in die Kritik. Nach einer zweijährigen Untersuchung der Kookmin University verkündete diese offiziell, dass Moon seinen Doktorgrad betrügerisch erworben und gravierend plagiiert hat.